# Sart-Dames-Avelines
Sart-Dames-Avelines (en való El-Sårt-Dames-Avelenes) és un antic municipi de Bèlgica a la Província de Brabant Való que el 1977 va fusionar-se amb Villers-la-Ville.

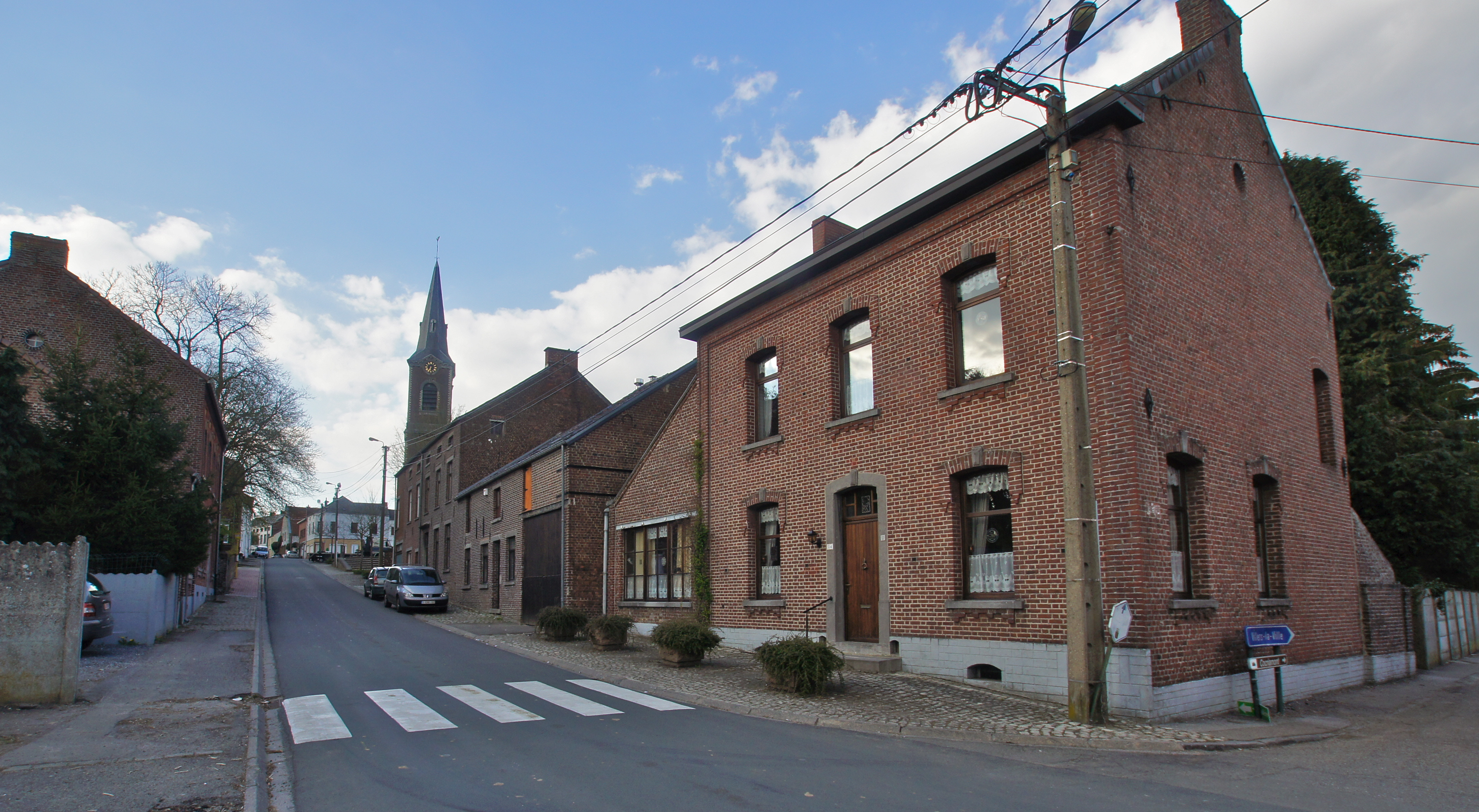
Carrer Major

El poble va desenvolupar-se a les terres fèrtils de la vall del Thyle, un rierol que neix als prats humits a l'oest del centre històric. El nom provindria d'una senyora, Dame Aveline, que hauria sigut la propietària d'un sart o camp de conreu creat en desforestar el bosc original que cobria tota la conca del Dijle. Al llarg del temps, per error de transcripció, el nom va escriure's en plural.
A l'edat mitjana els pobles de l'antic municipi pertanyien a les abadies d'Affligem i de Villers-la-Ville, fins que el 1235 les dues abadies van bescanviar els béns per tal d'obtenir un territori més contigu. Pertanyia a la senyoria del castell d'Houtain-le-Val.
El 1396 passà sota dominació borgonyona i s'integrà a les Disset Províncies. Després va passar sota dominació dels habsburguesos castellans i més tard austríacs fins a la revolució francesa. A la reorganització administrativa durant l'ocupació francesa a la fi del segle xviii, el territori del poble de Thil va afegir-se al municipi nou, que va existir fins a la seva fusió amb Villers el 1977. El 1815 passà al Regne Unit dels Països Baixos i el 1830 a Bèlgica.
Al segle xix, el poble tenia tres fàbriques de cervesa, dues destil·leries i cinc molins. Avui, l'activitat principal del poble residencial és l'agricultura.

## Llocs d'interès
- Castells de La Bruyère, de Cocriamont, de la Hutte i de Jumerée

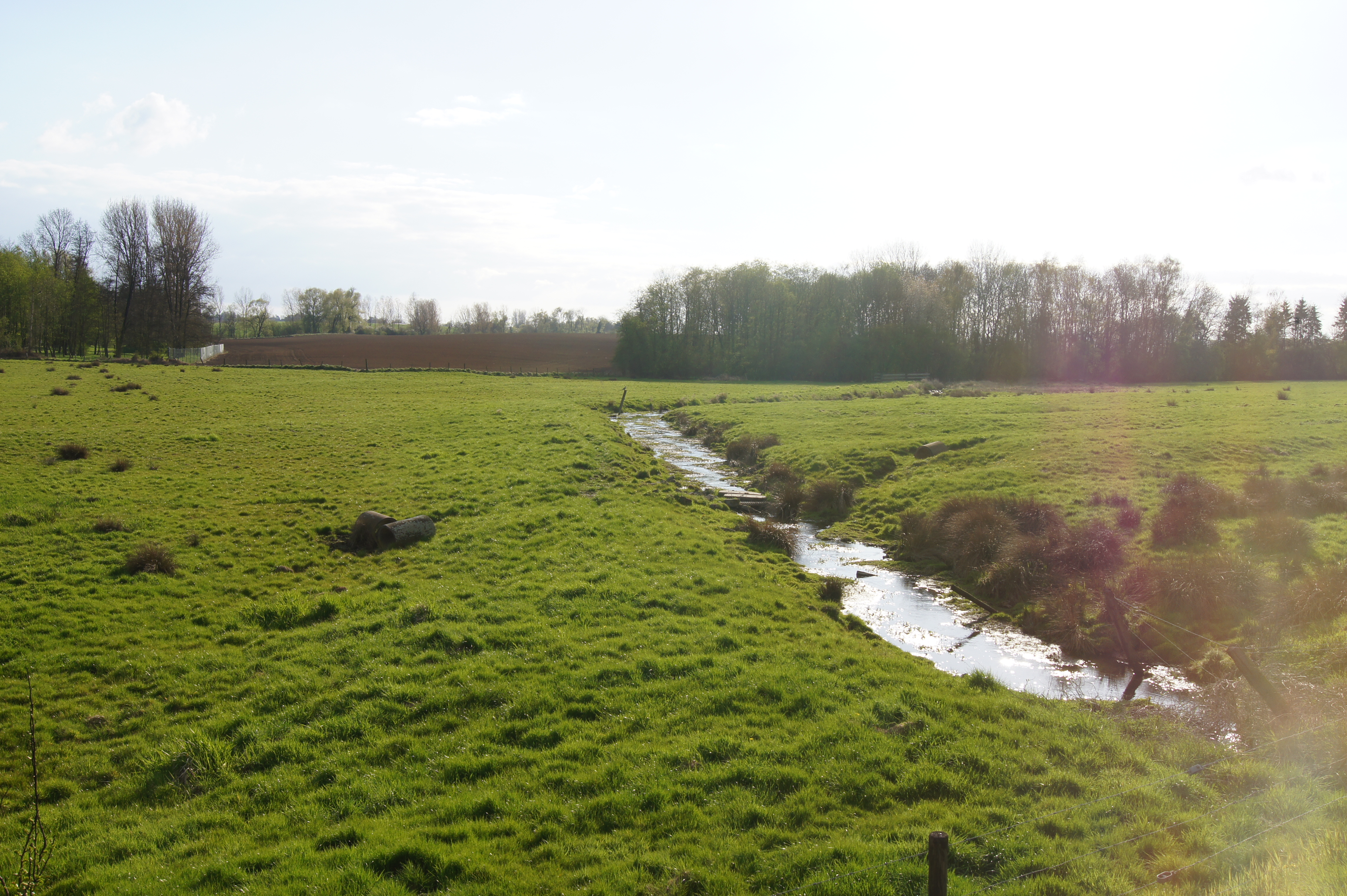
Prats on neix el Thyle
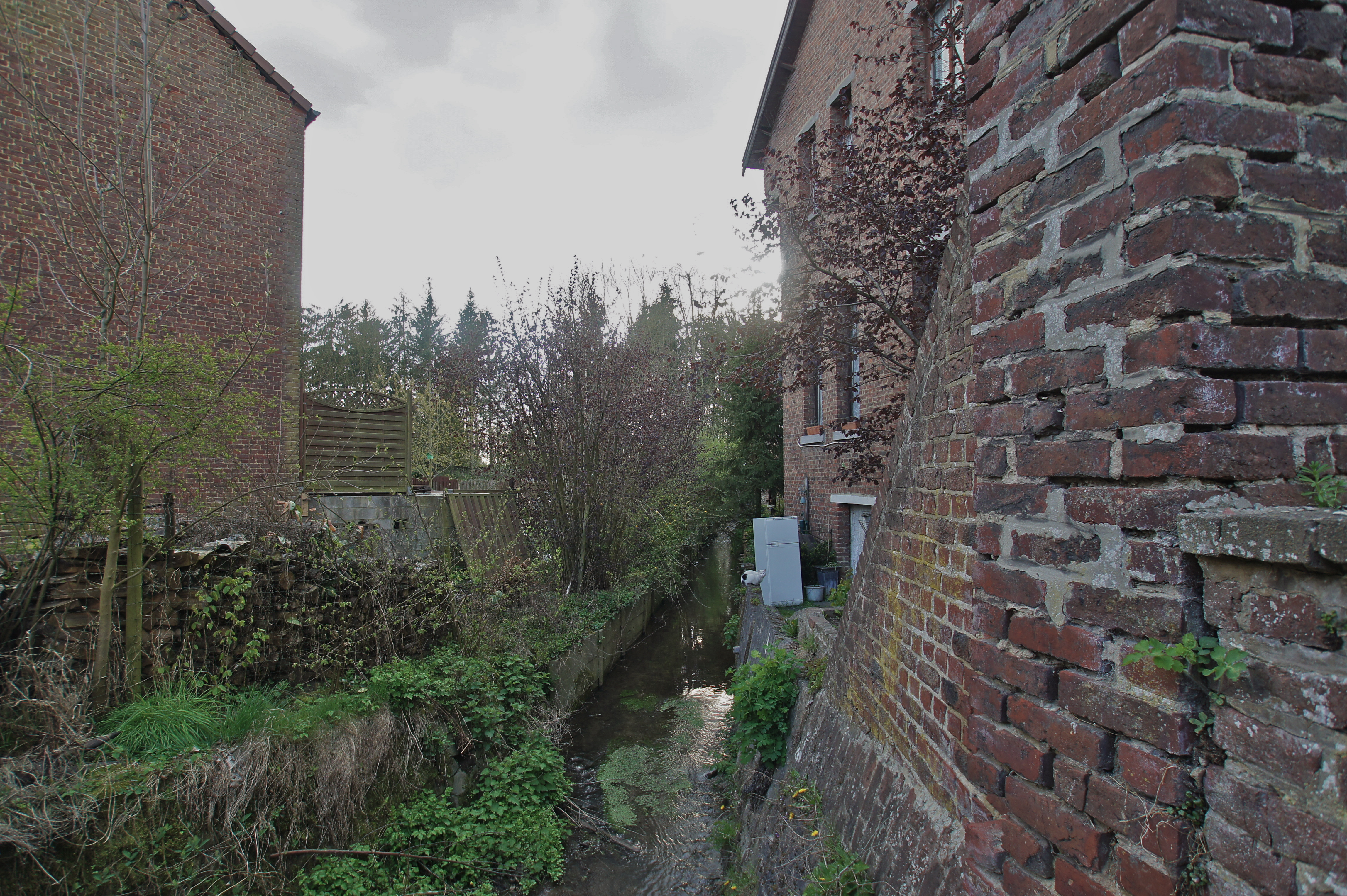
El Thyle al centre del poble
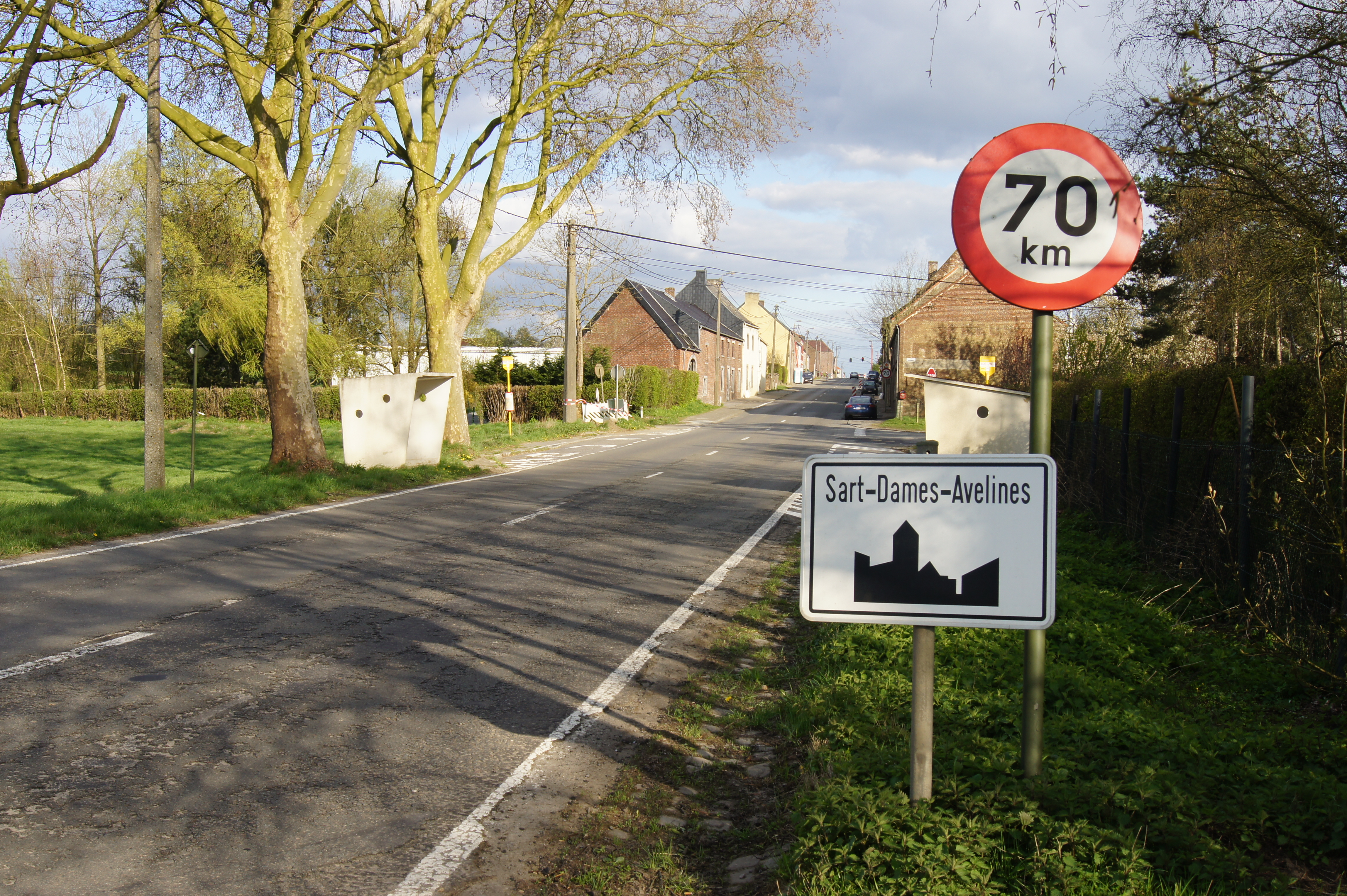
La carretera N93 de Nivelles a Namur